# Здуны (гмина, Ловичкий повет)
Здуны (пол. Zduny) — сельская гмина (волость) в Польше, входит как административная единица в Ловичский повет, Лодзинское воеводство. Население — 6150 человек (на 2004 год).

## Сельские округа
1. Богоря-Дольна
2. Богоря-Гурна
3. Богоря-Пофольварчна
4. Бонкув-Дольны
5. Бонкув-Гурны
6. Домброва
7. Яцковице
8. Лазники
9. Маужице
10. Нове-Здуны
11. Новы-Злакув
12. Пулька
13. Ретки
14. Жонсьно
15. Стругенице
16. Шимановице
17. Ужече
18. Вежновице
19. Вискеница-Дольна
20. Вискеница-Гурна
21. Залесе
22. Здуны
23. Злакув-Боровы
24. Злакув-Косцельны

## Соседние гмины
1. Гмина Бедльно
2. Гмина Белявы
3. Гмина Хонсьно
4. Гмина Керноза
5. Гмина Лович
6. Гмина Жыхлин